# FC Girondins de Bordeaux II
El FC Girondins de Bordeaux II es un equipo de fútbol de Francia que milita en el Championnat National 3, la quinta liga de fútbol más importante del país.

## Historia
Fue fundado en 2002 en la ciudad de Bordeaux y es el principal equipo reserva del FC Girondins de Bordeaux, uno de los equipos más exitosos de Francia y que actualmente milita en la Ligue 1, la máxima categoría del fútbol en Francia, por lo que no es elegible para jugar en la Ligue 1. El club está compuesto por jugadores formados en su escuela de fútbol creada en 1980.
Se compone principalmente por jugadores menores de 23 años, los cuales son para que en algún momento formen parte del primer equipo y se vuelvan profesionales, y es reforzado por algunos jugadores que superan esa edad para cumplir mejor ese propósito.

## Palmarés
- Championnat de France Amateurs (1): 2005
- Coupe d'Aquitaine (1): 2007
- Copa Gambardella (1): 2013